# Segunda Guerra Anglo-Marata
A Segunda Guerra Anglo-Marata (1803-1805) foi o segundo conflito entre a British East India Company e o Império Maratha na Índia.

## A Guerra
Os chefes Marata estavam envolvidos em brigas internas entre eles. Wellesley tinha oferecido repetidamente um tratado subsidiário ao Peshwa Baji Rao II e o Sindhia mas Nana Phadnavis recusou veementemente. No entanto, em 1802, quando Yashwant Rao Holkar derrotou os exércitos combinados do Peshwa e do Sindhia, Peshwa Baji Rao II assinou o tratado subsidiário em Baçaim em 1802.
Este ato por parte do Peshwa, seu suserano nominal, horrorizou e enojou os chefes marata, em particular, o governante Scindia de Gwalior e os governantes Bhonsle de Nagpur e Berar contestaram o acordo.
Em setembro de 1803, as forças de Sindhia perderam para Lord Gerard Lake em Déli e Lord Arthur Wellesley em Assaye. Poucos meses depois, em novembro, Lake derrotou outra força do Sindhia em Laswari, seguido pela vitória de Wellesley sobre as forças de Bhonsle em Argaon (agora Adgaon) em 29 de novembro. Os governantes Holkar de Indore tardiamente entraram na briga e obrigaram os britânicos a fazer a paz. Wellesley, que chegou a derrotar Napoleão em Waterloo, viria a observar que Assaye era mais resistente do que Waterloo.